# 新潟救難隊
新潟救難隊（にいがたきゅうなんたい、英称:Niigata Air Rescue Squadron）は、航空自衛隊航空総隊航空救難団隷下の航空救難部隊。新潟県新潟分屯基地に所在し、捜索救難機にU-125A、救難ヘリコプターにUH-60Jを運用する。

## 概要

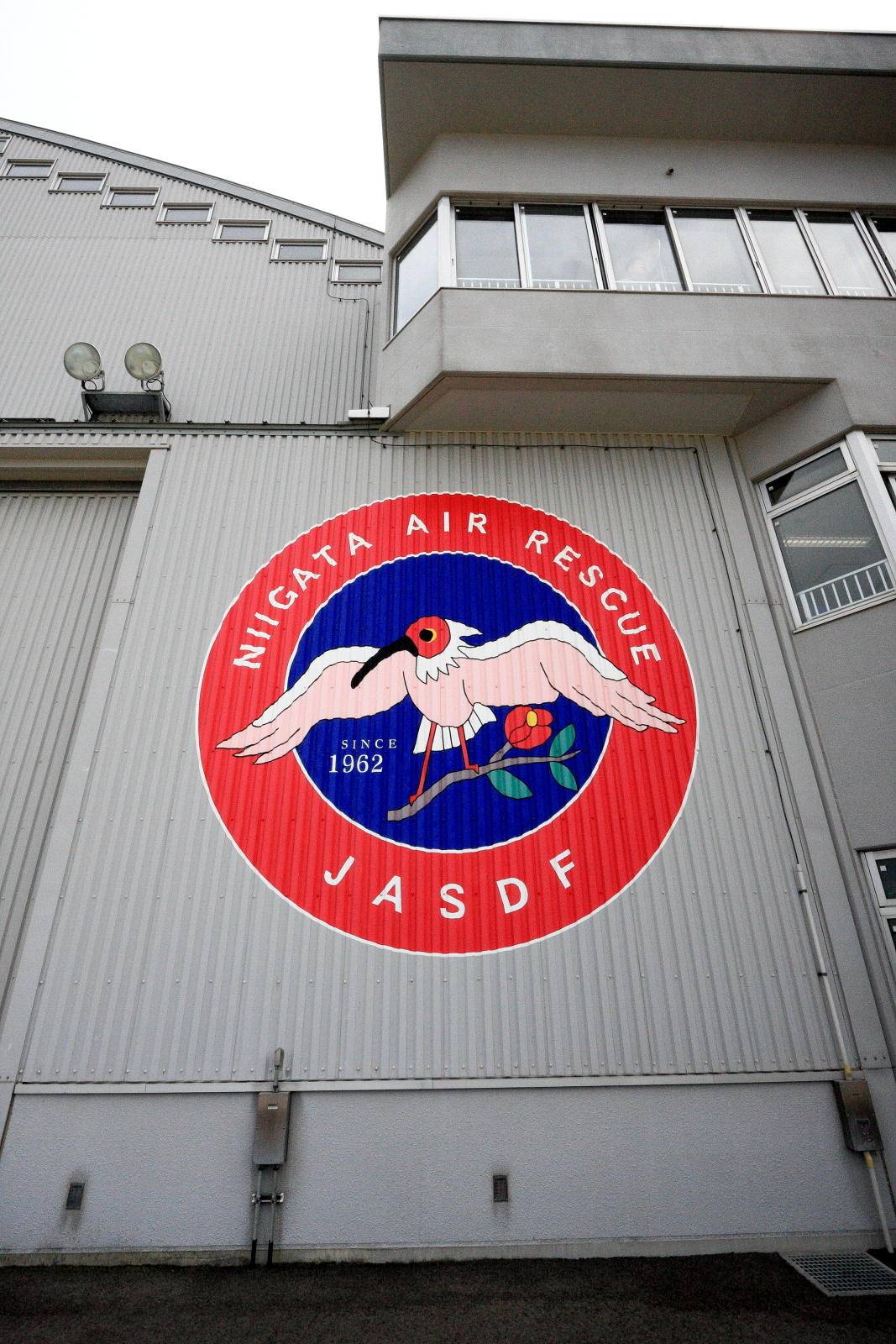
新潟救難隊の部隊マーク

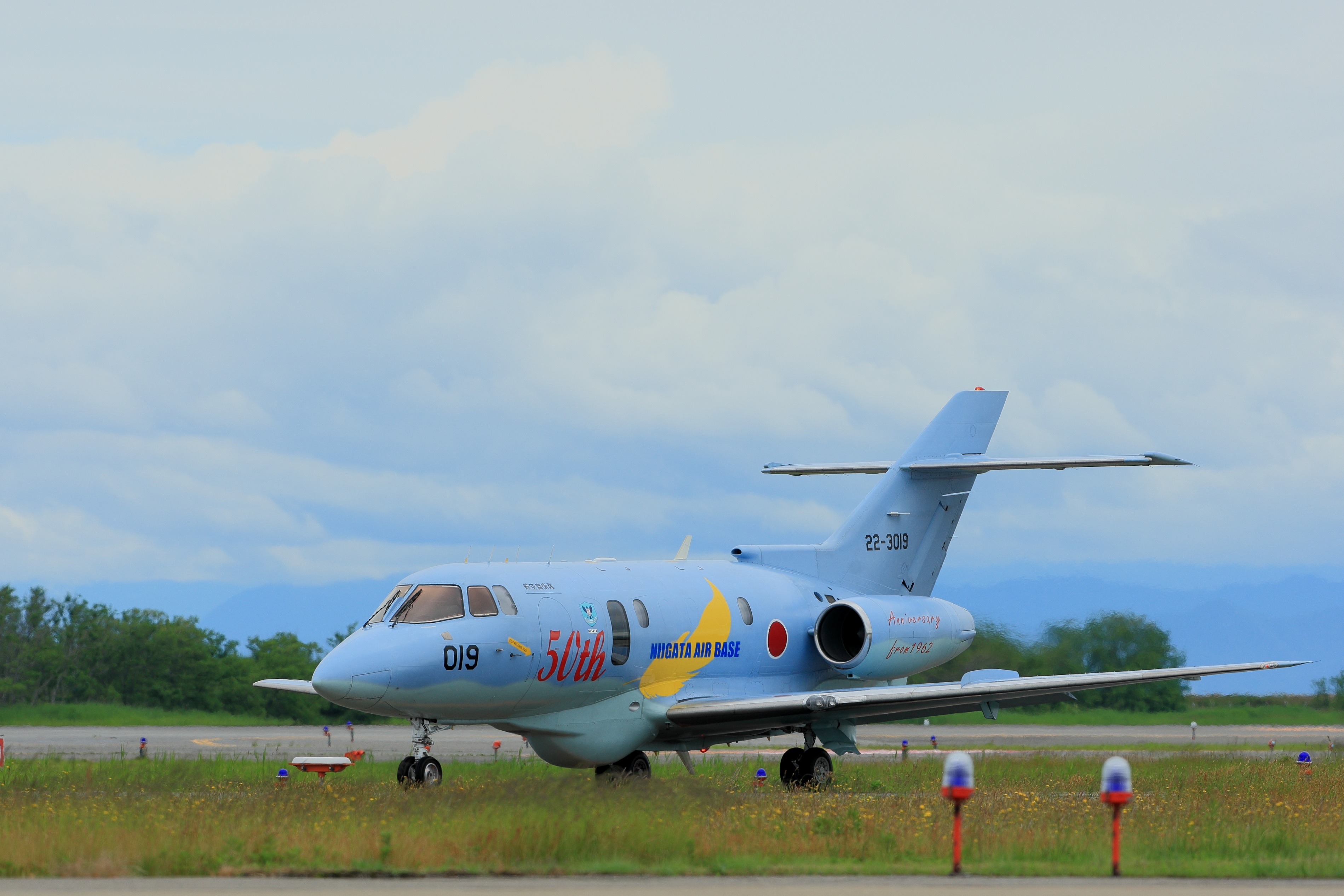
新潟救難隊のU-125A（新潟分屯基地開庁50周年記念塗装）

新潟救難隊の前身は1962年（昭和37年）3月15日に中部航空方面隊隷下で編成された新潟基地隊で、1966年（昭和41年）12月15日に航空救難群隷下へ隷属替えされた後、1967年（昭和42年）10月25日に新潟救難隊へ改編された。
部隊マークは、新潟県の県鳥トキと県木ユキツバキをモチーフとしたものになっている。

## 沿革
- 1958年（昭和33年）5月1日 - 航空集団司令部隷下で臨時中部司令所新潟派遣隊編成[1]。
- 1961年（昭和36年）7月15日 - 第4航空団隷下に隷属替えし、新潟派遣隊に改編[1]。
- 1962年（昭和37年）3月15日 - 中部航空方面隊隷下に隷属替えし、新潟基地隊に改編[1]。
- 1966年（昭和41年）12月15日 - 航空救難群隷下に隷属替え[1][3]。
- 1967年（昭和42年）10月25日 - 新潟基地隊から新潟救難隊に改編[1][3]。
- 1971年（昭和46年）3月1日 - 航空救難群が航空救難団に改編[3]。
- 1989年（平成元年）3月16日 - 航空救難団が航空支援集団隷下に隷属替え[3]。
- 2005年（平成17年）4月14日 - MU-2Aが陸上捜索訓練中、御神楽岳に墜落し、乗員4名が殉職[4]。
- 2006年（平成18年）6月28日 - U-125A配備開始[1]。
- 2007年（平成19年）2月16日 - UH-60J配備開始[1]。
- 2013年（平成25年）3月26日 - 航空救難団が航空総隊隷下に隷属替え[3]。

## 部隊編成
- 新潟救難隊
  - 総括班
  - 飛行班
  - 整備小隊
  - 基地業務小隊

## 事故
2005年（平成17年）4月14日に新潟救難隊所属のMU-2A捜索救難機（73-3229号機）が、技量回復訓練における陸上捜索訓練のため新潟分屯基地を離陸後、訓練中に御神楽岳北西斜面に墜落し、乗員4名全員が死亡した。

### 経過
4月14日にMU-2A捜索救難機（73-3229号機）は、技量回復訓練における陸上捜索訓練のため、13時3分に新潟分屯基地を離陸した。事故機には機長のA3等空佐、操縦士のB3等空佐、救難員のC空曹長、機上無線員のD1等空曹の計4名が搭乗していた。
13時16分に事故機は新潟ターミナル管制所と通信設定し、VFRレーダーモニターを受けつつ、御神楽岳周辺に訓練のため進出した。13時25分には新潟救難隊運航指揮所に対して、事故機がHF無線で訓練を開始する旨を報告。13時43分に新潟ターミナル管制所からのVFRレーダーモニターを終了する旨の送信に事故機が応答したのが最後となった。
14時頃に新潟救難隊運航指揮所では、事故機からのHF無線による最終報告から30分以上経過しているにもかかわらず報告がないため、無線により呼び出しするも事故機からの応答はなかった。14時41分に第3救難区域航空救難及び新潟分屯基地場外救難が発令され、事故機の捜索が開始された。15時13分に新潟救難隊のUH-60J救難ヘリコプターが御神楽岳山中の斜面で翼端増槽（チップ・タンク）を発見し、15時17分に大破した事故機を発見した。
UH-60J救難ヘリコプターから救難員が地上に進出し、16時51分から17時41分にかけて事故機の乗員4名を収容したが、18時30分に医官が乗員4名全員の死亡を確認した。
事故機は航空自衛隊向けMU-2Aの最終号機で、事故時点での飛行時間が6,280時間、耐用飛行時間は1,330時間残されていた。

### 原因
事故機は6月4日に事故現場から回収され、小牧基地に搬入して細部調査が実施された。
10月7日には航空幕僚監部から事故調査結果が発表され、墜落原因は失速まで十分な速度の余裕がない状態でバンク角が過大となったために失速し、回復作業を行ったものの失速から完全に回復できなかったため墜落に至ったとされた。また、事故再発防止対策として、クルー・コーディネーション要領の再検討及び徹底、目標捜索時の飛行諸元の見直し、低速度における航空機の特性及び性能の再教育、飛行錯覚に関する再教育が発表された。